# Lauretta Ngcobo
Lauretta Ngcobo (née le 13 septembre 1931 à Ixopo en Union d'Afrique du Sud et morte le 3 novembre 2015 à Johannesbourg en Afrique du Sud) est une romancière et une essayiste sud-africaine. 
Après avoir vécu de 1963 à 1994 en exil, principalement en Angleterre où elle a enseigné pendant 25 ans, elle est retournée vivre dans sa région natale, à Durban en Afrique du Sud. 
Ses écrits entre les années 1960 et le début des années 1990 ont porté notamment sur la vie des femmes noires durant l'apartheid. En tant que romancière, elle est surtout connue pour le roman And They Didn't Die, publié en 1990, inspiré par l'Afrique du Sud sous l'apartheid durant les années 1950 et consacré à la lutte des femmes pour survivre et travailler la terre tout en maintenant un sens de la dignité pendant que leurs maris cherchent du travail dans les mines et les métropoles.

## Biographie

### Jeunes années en Afrique du Sud
Fille d’enseignants, Lauretta est née à Ixopo (en) dans la province du Natal en Afrique du Sud et y a grandi. Elle fréquente  une école de missionnaires près de Durban,l'Inanda Seminary School (en), puis devient la première femme de sa région à étudier à l'université de Fort Hare. Elle enseigne ensuite pendant deux ans, puis  travaille au Council for Scientific and Industrial Research (centre de recherche scientifique et industriel) à Pretoria.
En 1957, elle se marie avec Abednego Bhekabantu Ngcobo, fondateur et membre du comité exécutif du Congrès panafricain d'Azanie, un parti marxiste né d'une scission de l'ANC. En 1961, son mari est condamné à deux ans d'emprisonnement en vertu de la Loi de 1950 sur la répression du communisme [Suppression of Communism Act].

## En exil de 1963 à 1994
En 1963, elle s’enfuit de son pays avec ses deux jeunes enfants, alors que son arrestation est imminente. Passant par le Swaziland, puis la Zambie, elle gagne l’Angleterre, où elle enseigne au niveau primaire pendant 25 ans. Elle est finalement nommée directrice adjointe puis directrice intérimaire de la Lark Hall Infant School à Lambeth, dans le South London. En 1984, elle devient présidente de l’Association for the Teaching of Caribbean, African, Asian and Associated Literatures (ATCAL), un groupe de professeurs et d'écrivains faisant campagne en faveur d'un programme d'enseignement plus diversifié dans le système éducatif britannique.
Une quinzaine d’années après le début de son exil, elle publie deux romans, Cross of Gold  en 1981, and And They Didn't Die en 1990. Ce dernier décrit la trajectoire d'une femme noire, Jezile, mettant en évidence le rôle des femmes, mais aussi les effets de l'apartheid et du droit coutumier sur la vie des femmes africaines confinées aux  bantoustans, des régions indigènes créées sous l’apartheid. En 1987, elle anime la rédaction d’un recueil d’essais consacrées aux femmes noires écrivains en exil : Let It be Told: Essays by Black Women Writers in Britain. Elle écrit aussi un livre pour enfants, Fikile Learns to Like Other People publié en 1994, et en  2012, elle constitue une anthologie de récits sur les femmes sud-africaines en exil, intitulée Prodigal Daughters.

## Retour en Afrique du Sud
Elle revient en Afrique du Sud avec sa famille en 1994, à la suite des premières élections législatives remportées par le Congrès national africain (ANC). 
Son mari meurt en 1997.
En Afrique du Sud, elle enseigne pendant un certain temps avant de devenir membre de l'Assemblée législative de la province de KwaZulu-Natal où elle siège durant 11 ans et de prendre sa retraite en 2008,.
Elle meurt à l’hôpital à Johannesbourg le 3 novembre 2015, à la suite d'un AVC,.

## Prix
En 2006, elle a reçu pour l’ensemble de son œuvre le South African Literary Awards (en). In 2008, elle se voit décerner l’ordre de l’Ikhamanga pour ses travaux littéraires et ses actions pour l’égalité des genres. Elle est nommée eThekwini Living Legend en 2012 et, en 2014, elle se voit décerner un doctorat honorifique de l’université de technologie de Durban.

## Principales publications

### Romans
- Cross of Gold [Croix d’Or] , Prentice Hall, 1981,  (ISBN 978-0582785199)[12]
- And They Didn't Die  [Et ils ne sont pas morts], Londres, Virago Books, 1990,  (ISBN 978-1853811531)[12].

### Travaux sur l’exil
- Let It Be Told: Essays by Black Women Writers in Britain (Pluto Press, 1987,  (ISBN 978-0745302546); Nouvelle édition :  Virago Books, 1988,  (ISBN 978-0860686330))
- Prodigal Daughters — Stories of South African Women in Exile (University Kwazulu Natal Press, 2012,  (ISBN 978-1869142346))[3].

### Littérature pour enfants
- Fikile Learns to Like Other People (1994)[11].